# Chilochroma
Chilochroma és un gènere d'arnes de la família Crambidae.

## Taxonomia
- Chilochroma albicostalis (Hampson, 1913)
- Chilochroma interlinealis (Dyar, 1917)
- Chilochroma tucumana Munroe, 1964
- Chilochroma yucatana Munroe, 1964